# Syndicat national des enseignements de second degré
 (novembre 2017).
Le Syndicat national des enseignements de second degré (SNES), également appelé SNES-FSU avec la mention de son affiliation à la Fédération syndicale unitaire, est le premier syndicat français des personnels enseignants (professeurs certifiés, agrégés et non titulaires), d'éducation (conseillers principaux d'éducation et assistants d'éducation), d'accompagnement des élèves en situation de handicap (AESH) et d'orientation (psychologues de l'éducation nationale) des collèges et des lycées généraux et technologiques.

## Historique

### Origines du syndicat
Le SNES trouve ses origines dans le syndicalisme des lycées d'avant la Seconde Guerre mondiale. Exclus de la loi Waldeck-Rousseau de 1884 qui reconnaît le syndicalisme, les enseignants du secondaire, comme ceux du primaire, se rassemblent après 1901 au sein d'associations professionnelles, dites « amicales », qui se transforment en syndicats lorsque le gouvernement issu du Cartel des gauches ouvrira le droit syndical aux fonctionnaires, en 1924.
Au sein de la CGT se crée parallèlement dès le début des années 1920 un syndicat des professeurs, tandis que d'autres professeurs sont syndiqués au sein de la fédération de l'enseignement de la CGTU, qui créent, en 1928, le journal L'Université Syndicaliste, animé par Georges Cogniot et Jean Bruhat. Mais l'essentiel des forces se trouve  au sein d'un syndicat autonome des professeurs de lycée et de l'enseignement secondaire féminin qui tolère la double affiliation de ses membres avec les syndicats confédérés.
Un fort courant de ce syndicat autonome prône la confédéralisation, c'est-à-dire l'adhésion à la CGT. En 1933, c'est le propre président du syndicat, Edmond Lackenbacher, qui fait au congrès la proposition de rejoindre la CGT. Majoritaire, la motion n'obtient pas les deux tiers statutairement nécessaires. L'année suivante, il renouvelle sa proposition, qui est cette fois-ci largement rejetée, provoquant sa démission.
En 1935, les fédérations de l'enseignement de la CGT et de la CGTU fusionnent, anticipant la réunification syndicale qui se réalise dans le cadre du Front populaire. Maurice Janets devient secrétaire général du syndicat unifié des professeurs de lycée CGT, tout en restant adhérent du syndicat autonome.
En 1937, après une ultime tentative de faire adhérer le syndicat autonome à la CGT, les partisans de la confédéralisation, et notamment Lackenbacher, décident de le quitter et de créer le Syndicat des personnels de l'enseignement secondaire (SPES) qui, avec le Syndicat national des personnels des écoles primaires supérieures, vont rassembler environ 7 500 adhérents juste avant le déclenchement de la guerre.
En 1939, lorsque la direction de la CGT décide d'exclure les syndicalistes communistes qui ne désavoueraient pas le Pacte germano-soviétique, Janets, très attaché à l'unité, refuse d'appliquer la consigne dans son syndicat. Mais, comme tous les syndicats de fonctionnaires, le SPES est interdit par le régime de Vichy.
Même si certains militants de la fédération générale de l'enseignement CGT, comme Ludovic Zoretti, se fourvoient dans la collaboration après avoir défendu un pacifisme intégral, beaucoup de ceux du SPES s'engagent dans la résistance.

### Création et autonomie au sein de la FEN
En 1943, des contacts sont pris entre les anciennes directions du SPES et du syndicat autonome, et la décision de créer un nouveau syndicat est officialisée en 1944. Il prend le nom de Syndicat national de l'enseignement secondaire (SNES), et s'affilie à la CGT. À la Libération, cependant, le syndicat autonome sera reconstitué, mais avec une influence nettement moindre qu'avant guerre.

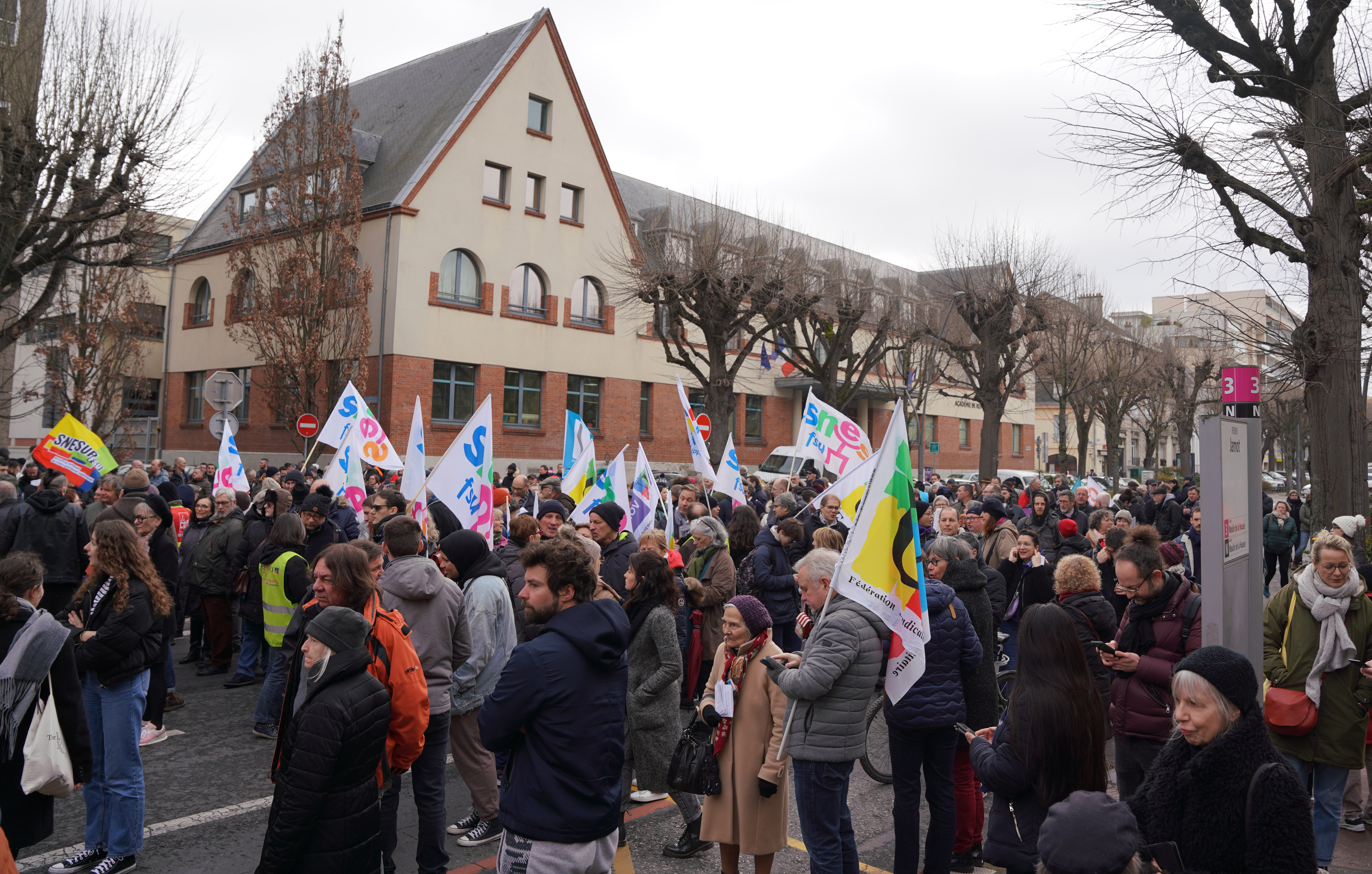
EN manifestation en 2023 pendant le Mouvement social contre le projet de réforme des retraites en France de 2023.

Au sein de la nouvelle fédération de l'éducation nationale de la CGT, le SNES tente de rassembler les différents syndicats du second degré pour faire contrepoids au puissant Syndicat national des instituteurs (SNI). Mais la scission de la CGT, avec la création de FO, en 1947, et la décision, l'année suivante, de la Fédération de l'Éducation nationale (FEN) de se replier dans l'autonomie pour ne pas choisir entre CGT et FO, va rendre caduque cette tentative.
Seuls le SNES et le SNCM (Syndicat national des collèges modernes) vont fusionner, en 1949, sous le nom de SNES « classique et moderne ». L'enseignement professionnel et technologique va lui se rassembler autour de deux syndicats, le SNET (Syndicat national de l'enseignement technique) et le SNAA (Syndicat national de l'apprentissage autonome, qui deviendra rapidement le SNETAA).
Majoritaire aux élections professionnelles, dépassant à partir de 1952 les 60 % des voix, le SNES est dirigé par une majorité « autonome » qui apparaît plus comme un conglomérat de sensibilités que comme un ensemble cohérent.
À partir de 1949, il est clair que la sensibilité qui domine est celle d'un syndicalisme de défense intransigeante du second degré, « apolitique » et très corporatiste. Cela conduit, au sein de la FEN, à des débats souvent assez rudes avec le SNI, notamment lors de la lutte pour la revalorisation (on dit alors le « reclassement ») des personnels enseignants. En 1953, la direction du SNES prend ainsi la décision de mener seule, au sein d'un « Comité d'action universitaire », qui regroupe les syndicats (y compris « autonomes ») et les associations du second degré, la lutte pour le reclassement des professeurs, indépendamment des mobilisations conduite par la fédération. Les tensions vont s'apaiser après les grandes mobilisations unitaires des fonctionnaires de 1954, mais vont reprendre de plus belle sur les réformes pédagogiques qui vont conduire à la création des collèges.
Mais l'actualité, et notamment la guerre d'Algérie, rend de plus en plus inadaptée la ligne « apolitique » de la direction, met le secrétaire général du SNES, Albert-Claude Bay à la limite de la rupture. En 1955, il ne sollicite pas le renouvellement de son mandat.
Il est remplacé par Pierre Dhombres alors qu'une partie des militants trotskystes qui jusque-là se présentaient sous la bannière de l'École émancipée rejoignent la majorité. Plus progressiste, plus fédérale, mais aussi plus sensible aux impératifs de la démocratisation, la nouvelle direction essuiera des critiques vives de l'ancienne, qui se retrouvera assez vite à se présenter sous ses propres couleurs lors des élections internes.
Dans les années 1960, plusieurs listes se revendiqueront de la majorité « autonome » de la FEN : celle de la direction, menée par Dhombres, celle, dite « liste C », conduite par Bay, une troisième mené par un ancien partisan de l'affiliation à FO, Ruff, qui va se faire le défenseur de la direction fédérale, sans parler de la réapparition de l'École émancipée, menée par Pierre Broué.
Face à elle, les « cégétistes » de 1948 vont se rassembler au sein d'une liste qui prend, sous la houlette d'André Drubay, l'intitulé « Unité et action ».

### Changement d'orientation au profit d'Unité et action
Tout comme le SNES, le SNET, qui rassemble les personnels des écoles nationales professionnelles, devenues lycées techniques au début des années 1960, est lui aussi dirigé par une majorité « autonome », mais bien plus homogène et cohérente.
Au fur et à mesure que les corps qu'ils syndiquent sont progressivement alignés dans leurs statuts, les deux syndicats se rapprochent.
La fusion est effective en 1966-67, mais le calendrier de fusion se heurte à une crise de direction du SNES. Après rejet par les syndiqués du rapport d'activité, Dhombres démissionne. Les élections qui s'ensuivent ne donnent de majorité à aucune liste, et les élus « autonomes » doivent négocier le ralliement de la « liste C », qui n'accepte de soutenir la direction qu'à la condition que celle-ci retire la candidature de Robert Chéramy, ancien responsable Ecole Emancipée rallié en 1955, au secrétariat général et accusé d'être trop proche des orientations du SNI.
Lorsque se met en place le nouveau syndicat, qui s'appelle le SNES « classique, moderne, technique », c'est une direction bicéphale, composée de Louis Astre (ex-SNET) et André Mondot (ex-SNES), qui est mise en place.
Mais cette direction ne tient pas très longtemps. La minorité Unité et action (UA), issue du courant « cégétiste » (favorable en 1948 à l'adhésion à la CGT) progresse de façon considérable et, en mai 1967, devient majoritaire à la suite du vote des syndiqués.
André Drubay, professeur de lettres classiques en Seine-et-Oise, et ancien chef de file du courant B (cégétiste) du SNES est élu secrétaire général.
Ce basculement de majorité, qui change l'orientation du syndicat, et son positionnement en Mai 68, nettement plus progressiste qu'une bonne partie de la profession, va conduire à un léger affaiblissement du SNES, au profit notamment du SNALC, qui va récupérer l'audience de la sensibilité « apolitique » du SNES.
Le SNES va très rapidement s'éloigner de la ligne définie par la majorité autonome de la FEN, rebaptisée d'ailleurs UID (Unité Indépendance et Démocratie) en 1971, et prendre la tête de l'opposition interne, qui s'appuie aussi sur le syndicat national de l'éducation physique (SNEP), le SNESup et une trentaine de section fédérales départementales.
Cette opposition va rapidement recouper le clivage politique entre communistes UA et socialistes UID, et connaître les mêmes aléas et vicissitudes que l'union de la gauche politique, même si tous les militants Unité et action ne sont pas communistes, et même certains, comme Jean Petite, très proches de la direction du Parti socialiste de l'ère Mitterrand.
Après le départ de Chéramy et Astre pour la direction nationale de la FEN, le courant UID s'effondre, atteignant à peine 15 % des voix dès le milieu des années 1970.
Dans les années 1970 et 80, le SNES se bat pour la démocratisation de l'enseignement secondaire, approuvant l'objectif des 80 % d'une classe d'âge au niveau du baccalauréat, tout en défendant la diversification des voies de formation et la nécessité de dégager des moyens financiers pour le service public d'éducation. Il s'oppose, notamment avec son projet d'école progressive, qui sera, de facto, mis en place, à celui d'école fondamentale de la direction fédérale, qui prône notamment un premier cycle du second degré sur le modèle de l'enseignement du premier degré.
En 1984, le SNES est le premier syndicat de cette importance à désigner à sa tête une femme, Monique Vuaillat, professeur de bureautique à Grenoble.
À la fin des années 1980, il impulse une forte mobilisation pour la revalorisation de la fonction enseignante et, après plusieurs mois de lutte, obtient finalement partiellement gain de cause avec le ministre de l'éducation, Lionel Jospin. Sa ligne revendicative sur la revalorisation s'oppose à celle prônée par le syndicat du premier degré de la FEN, le SNI-PEGC, chacun des deux syndicats cherchant à rendre prioritaire son propre champ de syndicalisation.

### Exclusion de la FEN et le SNES dans la FSU
La tension au sein de la FEN devient de plus en plus nette. La direction UID, qui est encore majoritaire au sein du principal syndicat de la fédération, le SNI (Syndicat National des Instituteurs), sent ses positions s'effriter, d'autant plus qu'une scission a lieu en son sein : une partie des militants, dont ceux de la direction du SNETAA, créent une nouvelle tendance, Autrement. UID tente alors un coup de force : forcer les syndicats enseignants à fusionner, pour annuler le poids des directions du SNES, du SNEP et du SNETAA.
Ce projet est éventé dans des conditions rocambolesques (la serviette du principal responsable UID du SNES, Jacques Estienne, est oubliée dans un café et donnée à un autre responsable, UA celui-là), et les réactions sont très vives.
À l'issue de plusieurs mois de grave crise interne, le SNES, exclu de la FEN tout comme le SNEP le 8 octobre 1992, est à l'origine de la création en 1993 de la Fédération syndicale unitaire (FSU), qui regroupe rapidement tous les minoritaires de la FEN, exclus ou non, et devient en décembre de cette même année, la première fédération de l'éducation nationale.
Après une période d'embellie qui voit ses effectifs grimper en flèche, le SNES est, à partir de 1997, aux prises avec le ministre de l’Éducation nationale Claude Allègre. Celui-ci est finalement contraint à la démission, tandis que le SNES, comme la plupart des organisations syndicales, s'installe dans une baisse tendancielle du nombre de ses syndiqués, même s'il confirme successivement en 1999, 2002 et 2005 qu'il a toujours la majorité absolue des voix chez les personnels qu'il représente.
Après la désignation de Monique Vuaillat comme co-secrétaire générale de la FSU, le SNES décide de se doter d'une direction collégiale dont la géométrie variera selon les années. Engagé dans la lutte contre la réforme des retraites et contre la décentralisation en 2003, il s'exprimera aussi contre la loi d'orientation de l'éducation nationale de François Fillon.
Avec l'arrivée de Nicolas Sarkozy à la Présidence de la République, le SNES s'engage dans une longue lutte contre la quasi-totalité des réformes mises en place par les ministres successifs, et notamment celle des lycées, ou le « socle commun » au collège. Pendant cinq ans, aucune négociation n'est menée pour le second degré, entraînant une forte tension entre le syndicat, confirmé comme majoritaire par les élections professionnelles de l'automne 2011, et le pouvoir.
Lors de son congrès tenu à Reims début mai 2012, le SNES sort de son habituelle neutralité pour se prononcer contre la réélection de Nicolas Sarkozy à la Présidence de la république.
Au début du quinquennat de François Hollande, le SNES tente de négocier une refonte des obligations de service (temps de travail) des enseignants du second degré avec le ministre de l'éducation nationale Vincent Peillon. Cette réforme, qui est finalisée par Benoît Hamon, aboutit du point de vue du SNES à une modernisation des textes sans gains majeurs, ce qui le conduit à s'abstenir sur le projet présenté.
Lors des élections professionnelles de 2014 suivant de près la parution du décret Hamon, les listes nationales du SNES obtiennent 44,29 % dans leur champ de syndicalisation (agrégés, chaires supérieures, certifiés, CPE, Psy-EN). Le SNES conserve sa primauté, sans pouvoir enrayer un certain tassement, ni une baisse lente mais continue de la syndicalisation.
À partir de 2015, le SNES s'oppose à la réforme des collèges portée par la ministre de l'Éducation nationale Najat Vallaud-Belkacem dans le cadre d'une intersyndicale nationale représentant une large majorité des personnels.
Dès 2018, le SNES s'oppose aux réformes du lycée, du baccalauréat et de l'orientation initiée par le ministre de l'Éducation nationale Jean-Michel Blanquer. Dans le même temps, le SNES lance plusieurs campagnes pour une revalorisation salariale des personnels du second degré.

## Structure et fonctionnement
Depuis 2021, la secrétaire générale et porte-parole du SNES-FSU est Sophie Vénétitay, professeure certifiée de SES dans l'académie de Versailles.
La secrétaire générale est assistée d'adjoints, d'un secrétariat national d'une vingtaine de membres, chacun étant chargé d'un secteur d'activité du syndicat. Par ailleurs, il existe des secrétaires de catégories, élus au scrutin majoritaire par les adhérents de chacune des catégories et qui sont chargés de la représenter dans les instances nationales (notamment la C.A. nationale).
Les deux instances délibératives nationales sont le Bureau national et la Commission administrative nationale, au sein de laquelle quatre tendances sont représentées : Unité et action, École émancipée, Unité revendications indépendance syndicale (URIS) et Émancipation. Les élections internes montrent un rapport de forces assez stable, avec une forte tendance à la baisse de la participation au scrutin (41, 2 % en 2012, 33, 5 % en 2016). La catégorie des retraités renforce la majorité Unité et action (88 % dans cette catégorie).
La structure nationale du SNES est appelée S4. Elle comporte le secrétariat et les instances délibératives, plus de nombreux militants qui constituent les « secteurs » du syndicat. Dans chaque académie se trouve une section académique (S3) et dans chaque département une section départementale (S2), aux structures calquées sur la structure nationale. Dans chaque établissement où les adhérents SNES sont assez nombreux se trouve une section d'établissement (S1) qui fonctionne de façon autonome.
La spécificité du SNES est que toutes les instances (départementales, académiques, nationales) sont élues directement par les syndiqués, tous les trois ans (tous les deux ans avant le Congrès de 2018), sur des listes présentées par des courants de pensée, selon un système de représentation proportionnelle.
Le SNES publie le magazine L'Université syndicaliste (L'US), fondé en 1927 comme organe du comité des professeurs de la fédération CGTU de l'enseignement, et devenue par la suite revue du SPES, puis du SNES.

### Élections internes
L'ensemble des syndiqués du SNES-FSU sont appelés à voter dans les sections d'établissement ou par correspondance pour élire leurs représentants dans les instances nationales : la commission administrative nationale (75 titulaires et 75 suppléants) et le bureau national (25 titulaires et 25 suppléants).
Le vote se fait par tendances et les élections sont organisées à l'occasion des congrès nationaux, tous les deux ans (tous les trois ans depuis 2018).
| Tendance                                      | 2009  | 2009  | 2009       | 2009          | 2012  | 2012  | 2012 | 2012 | 2014  | 2014  | 2014 | 2014 |
| Tendance                                      | Voix  | %     | Sièges CAN | Sièges Bureau | Voix  | %     | CAN  | Bur. | Voix  | %     | CAN  | Bur. |
| --------------------------------------------- | ----- | ----- | ---------- | ------------- | ----- | ----- | ---- | ---- | ----- | ----- | ---- | ---- |
| Unité et action                               | 19272 | 76,99 | 59         | 20            | 19042 | 79,90 | 61   | 20   | 16256 | 77,11 | 59   | 21   |
| École émancipée                               | 4151  | 16,58 | 12         | 4             | 3506  | 14,71 | 11   | 4    | 3529  | 16,74 | 12   | 4    |
| Unité, Revendications, Indépendance syndicale | 935   | 3,74  | 2          | 1             | 779   | 3,27  | 2    | 1    | 727   | 3,45  | 2    | 0    |
| Émancipation                                  | 673   | 2,69  | 2          | 0             | 505   | 2,12  | 1    | 0    | 570   | 2,70  | 2    | 0    |
|                                               |       |       |            |               |       |       |      |      |       |       |      |      |
| Suffrages exprimés                            |       |       |            |               | 23832 |       |      |      | 21082 |       |      |      |
| Votes blancs et nuls                          |       |       | 1188       |               | 1157  |       |      |      |       |       |      |      |
| Total                                         |       |       | 25020      |               | 22239 |       |      |      |       |       |      |      |
| Abstentions                                   |       |       | 35741      |               | 36395 |       |      |      |       |       |      |      |
| Inscrits                                      |       |       | 60761      |               | 58634 |       |      |      |       |       |      |      |

| Tendance                                      | 2016  | 2016 | 2016  | 2016 | 2018   | 2018 | 2018 | 2018 | 2021   | 2021  | 2021 | 2021 |
| Tendance                                      | Voix  | %    | CAN   | Bur. | Voix   | %    | CAN  | Bur. | Voix   | %     | CAN  | Bur. |
| --------------------------------------------- | ----- | ---- | ----- | ---- | ------ | ---- | ---- | ---- | ------ | ----- | ---- | ---- |
| Unité et action                               | 14222 | 77,8 | 59    | 21   | 14267  | 77,5 | 60   | 21   | 14 061 | 77,6  | 59   | 21   |
| École émancipée                               | 3085  | 16,9 | 13    | 4    | 3073   | 16,7 | 12   | 4    | 3 198  | 17,65 | 13   | 4    |
| Unité, Revendications, Indépendance syndicale | 463   | 2,5  | 1     | 0    | 449    | 2,4  | 1    | 0    | 392    | 2,16  | 1    | 0    |
| Émancipation                                  | 512   | 2,8  | 2     | 0    | 615    | 3,3  | 2    | 0    | 470    | 2,59  | 2    | 0    |
|                                               |       |      |       |      |        |      |      |      |        |       |      |      |
| Suffrages exprimés                            | 18282 |      |       |      | 18404  |      |      |      | 18121  |       |      |      |
| Votes blancs et nuls                          | 915   |      | 895   |      | 866    |      |      |      |        |       |      |      |
| Total                                         | 19197 |      | 19299 |      | 18987  |      |      |      |        |       |      |      |
| Abstentions                                   | 38128 |      | 37203 |      | 34 790 |      |      |      |        |       |      |      |
| Inscrits                                      | 57325 |      | 56502 |      | 53 777 |      |      |      |        |       |      |      |

## Historique des secrétaires généraux
Secrétaires généraux du SNES « classique et moderne » :
- 1944-1946 : Maurice Janets
- 1946-1949 : Robert Guitton
- 1949-1955 : Albert-Claude Bay
- 1955-1966 : Pierre Dhombres

Secrétaires généraux du SNET :
- 1951-1956 : Georges Lauré
- 1956-1961 : Bernard Roulet
- 1961-1966 : Louis Astre

Secrétaires généraux du « nouveau » SNES (classique, moderne, technique) :
- 1966-1967 : Louis Astre
- 1967-1971 : André Drubay[18]
- 1971-1981 : Étienne Camy-Peyret
- 1981-1984 : Gérard Alaphilippe
- 1984-1999 : Monique Vuaillat[19]
- 1999-2014 : le secrétariat général est un organe collectif dont la composition varie de 6 à 3 membres. Ont participé à ce cosecrétariat général : Monique Vuaillat, Denis Paget, François Labroille, Jean-Marie Maillard, Bernard Boisseau, Claudie Martens, Gisèle Jean, Daniel Robin, Frédérique Rolet, Roland Hubert)
- 2014-2016 : Frédérique Rolet et Roland Hubert
- 2016-2021 : Frédérique Rolet
- Depuis 2021 : Sophie Vénétitay[15]

## Autres personnalités liées au SNES
- Gérard Aschieri
- Pierre Antonini (syndicaliste)